# Fisica applicata

Immagine MRI

Fisica applicata è un termine generico che indica la parte della fisica che si interessa di particolari utilizzi tecnologici. "Applicata" si distingue da "pura" attraverso una sottile combinazione di fattori quali le motivazioni e le modalità della ricerca e le relazioni tra tecnologia e scienza sono influenzate dal lavoro.

## Descrizione
Solitamente differisce dall'ingegneria in quanto la fisica applicata non può portare direttamente alla progettazione di qualcosa in particolare, ma piuttosto utilizzando la fisica o la ricerca condotta in questo campo può portare allo sviluppo di nuove tecnologie o alla risoluzioni di problemi propri dell'ingegneria. Questo metodo è simile alle applicazioni della matematica applicata.
In altre parole, la fisica applicata si basa sulle verità fondamentali e sui concetti più importanti delle scienze fisiche, ma soprattutto interessata all'applicazione di questi principi scientifici nei sistemi pratici. La fisica applicata presenta campi di ricerca molto ampi; ad esempio, sono molte le persone che lavorano nella ricerca riguardante la fisica degli acceleratori in modo da permettere la costruzione di acceleratori di particelle sempre migliori utili nei campi di ricerca della fisica teorica.

### Campi ed aree di ricerca

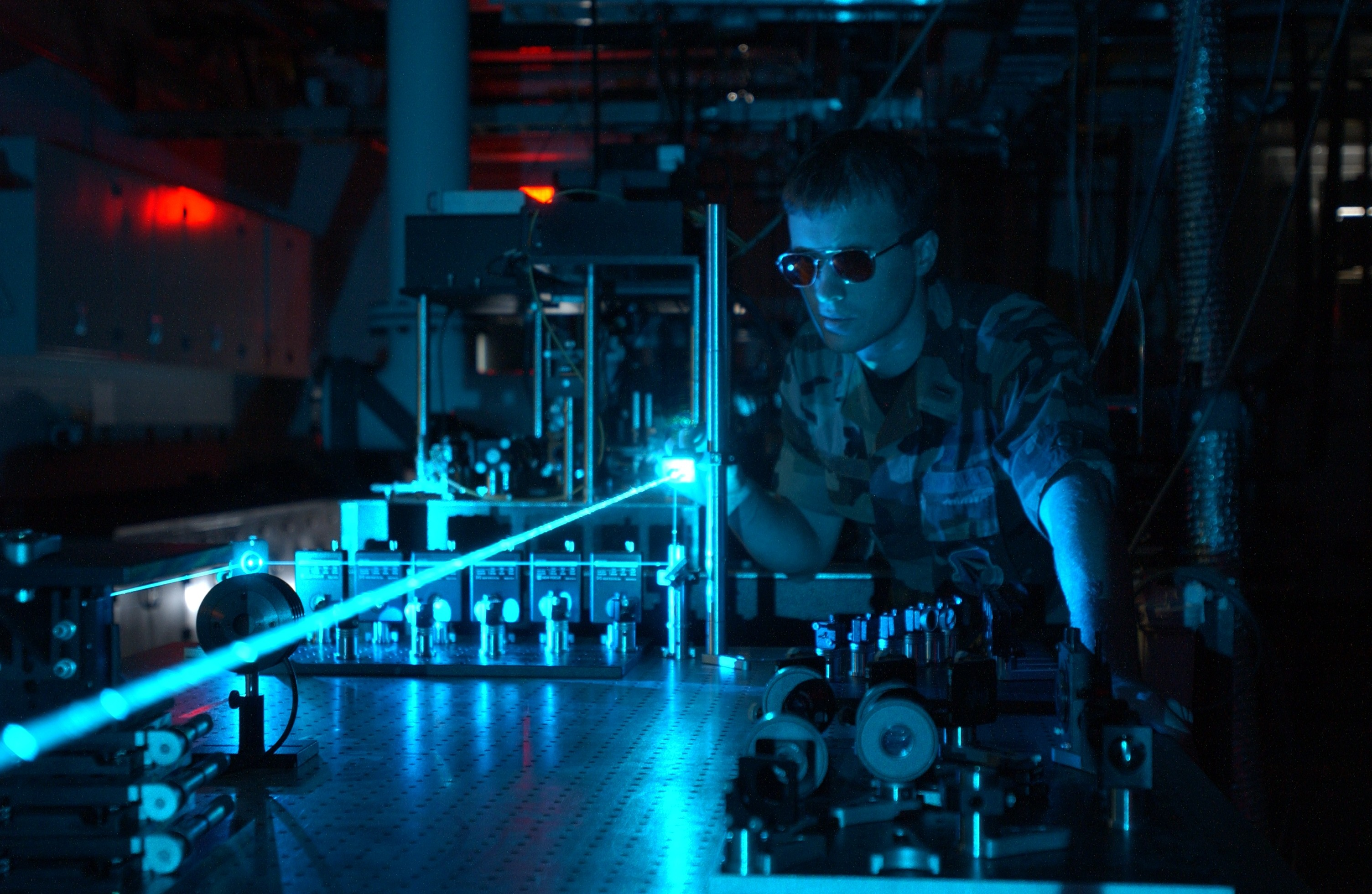
Esperimento per mezzo di un laser

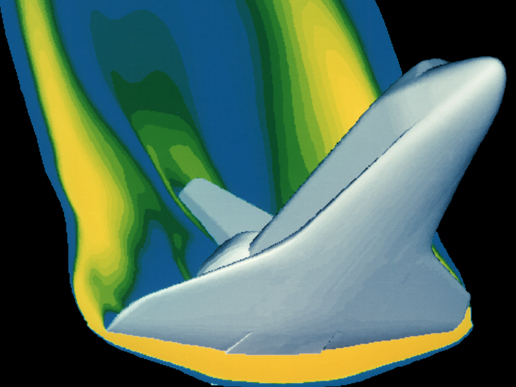
Modellazione a computer di una navetta spaziale durante il rientro

- Acustica applicata
- Balistica
- Biofisica applicata
- Dinamica dei veicoli
- Elettronica
- Fisica dei beni culturali
- Fisica dei laser
- Fisica dei semiconduttori
- Fisica dei superconduttori
- Fisica dell'acceleratore
- Fisica tecnica
- Fisica delle fibre ottiche
- Fisica medica
- Geofisica applicata
- Nanotecnologia fisica
- Ottica applicata
- Tecnologia nucleare